# Nadelsiepen
Nadelsiepen ist eine Hofschaft in Radevormwald im Oberbergischen Kreis im nordrhein-westfälischen Regierungsbezirk Köln in Deutschland.

## Lage und Beschreibung

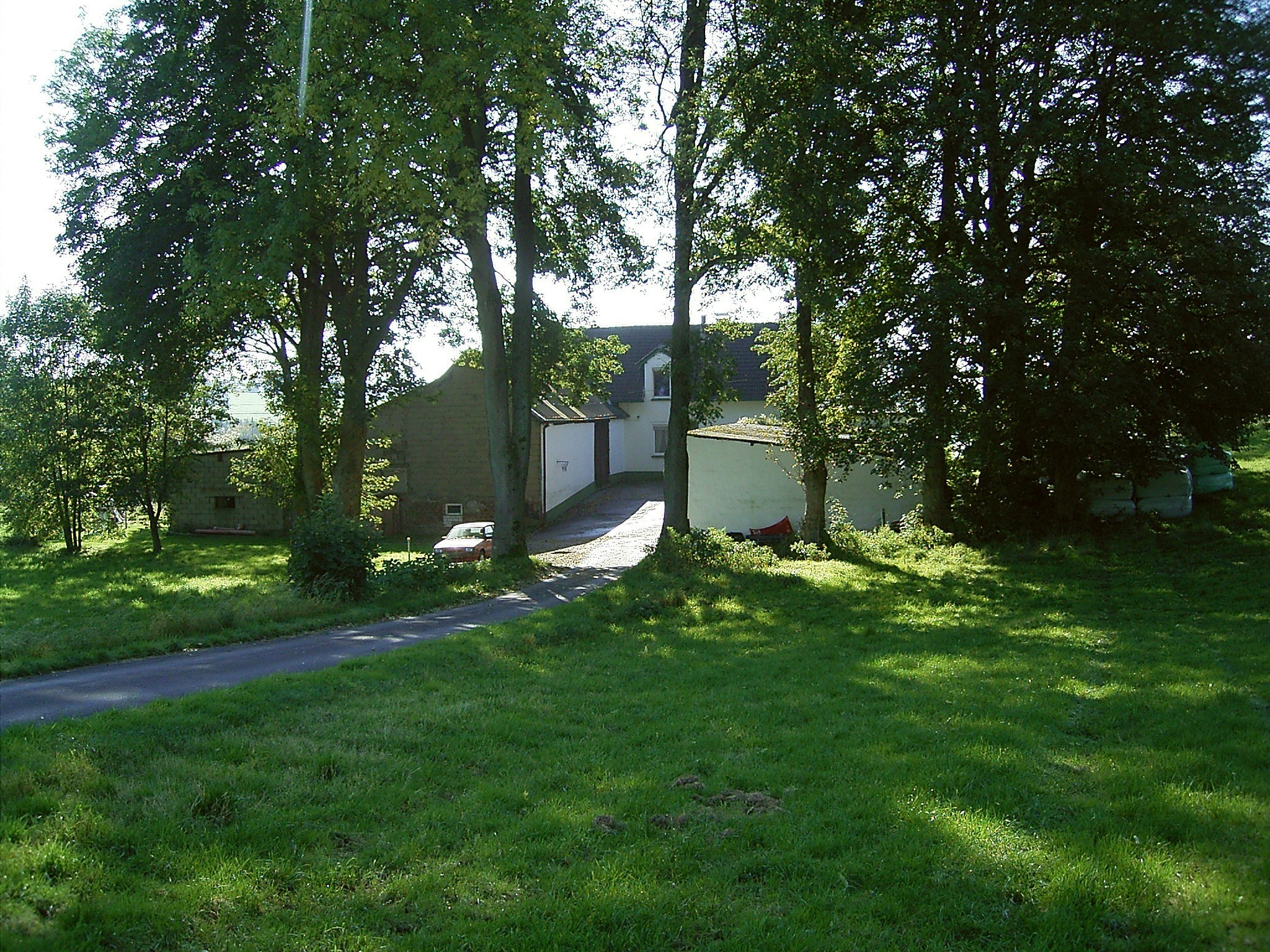
Nadelsiepen im Grünen

Nur 100 m von der Hofschaft entfernt liegt im Norden der Ortsrand des Radevormwalder Stadtteils Bergerhof. Dennoch überwiegt hier der ländliche Eindruck. Weitere Nachbarorte sind Geilensiepen, Espert und Grünenbaum. Man erreicht die am Ende einer Sackgasse gelegene Hofschaft über Nebenstraßen in Bergerhof.
Der in den Ispingrader Bach mündende Geilensiepen entspringt 50 Meter südöstlich der Hofschaft.
Politisch im Stadtrat von Radevormwald vertreten wird der Ort durch den Direktkandidaten des Wahlbezirks 100.

## Geschichte
In der Karte Topographische Aufnahme der Rheinlande von 1825 wird die Hofschaft mit „Siepen“ bezeichnet. Die Preußische Uraufnahme von 1840 bis 1844 nennt den Namen „im Siepen“ und in der topografischen Karte 1894 bis 1896 ist daraus „Nadelsiepen“ geworden.